# 荜澄茄油烯
荜澄茄油烯（英語：Cubebenes）是一种天然三环倍半萜，化学式为C15H24。其首次从荜澄茄果的精油中分离得到，由此得名荜澄茄油烯。
从荜澄茄果种蒸馏得到的挥发性精油为淡绿色或黄蓝色粘稠液体，并带有柔和木香和轻微的樟脑气味。
荜澄茄油烯存在α-荜澄茄油烯和 β-荜澄茄油烯两种同分异构体。其区别在于双键位置的不同，α-荜澄茄油烯双键在五元环内，而β-荜澄茄油烯在环外。